# Медуларі (Чернішоара, Вилча)
Медуларі (рум. Mădulari) — село у повіті Вилча в Румунії. Входить до складу комуни Чернішоара.
Село розташоване на відстані 179 км на північний захід від Бухареста, 30 км на захід від Римніку-Вилчі, 82 км на північ від Крайови, 143 км на південний захід від Брашова.

## Населення
За даними перепису населення 2002 року у селі проживала 741 особа, усі — румуни. Усі жителі села рідною мовою назвали румунську.